# CBS-Reduktion
Die CBS-Reduktion oder Corey-Bakshi-Shibata-Reduktion ist eine 1987 von den Chemikern Elias James Corey, Raman Bakshi und Saizo Shibata entwickelte enantioselektive Reduktion von Ketonen zu den homochiralen sekundären Alkoholen. Der CBS-Katalysator selbst ist ein chirales Auxiliar, welches chemisch von der Aminosäure Prolin abgeleitet ist. Sie wird nach dem japanischen Chemiker Shinichi Itsuno auch als Corey-Itsuno-Reaktion oder -Verfahren bezeichnet. Dieser beschrieb 1981 erstmals die enantioselektive Reduktion von Ketonen durch Borhydrid und chirale Aminoalkohole.

Corey-Bakshi-Shibata Katalysator, ein Oxazaborolidin.

Der CBS-Katalysator wird bei dieser Reaktion als chiraler Katalysator bei der Reduktion von prochiralen Ketonen zu sekundären chiralen Alkoholen benutzt. Durch die Verwendung von (S)-CBS oder (R)-CBS sind beide Enantiomere des Alkohols durch diese Reduktion möglich.

Reaktionsgleichung für die Corey-Bakshi-Shibata-Reaktion.

Das Reduktionsmittel, welches in stöchiometrischer Menge eingesetzt wird, ist Boran (BH3). Boran selbst reagiert mit Ketonen nur langsam und vor allem unselektiv. Der CBS-Katalysator dient zum einen der Aktivierung und zum anderen dem Bereitstellen einer chiralen Umgebung. Es handelt sich daher um eine sogenannte Liganden-beschleunigte Reaktion. Die Hydridquelle Boran wird durch Bindung an das Stickstoffatom des Katalysators und durch die Komplexierung an das Carbonyl-Sauerstoffatom aktiviert. Zunächst bildet sich ein Lewis-Säure-Base-Komplex aus dem CBS-Katalysator und der Carbonylgruppe. Die Elektrophilie der Carbonylgruppe wird dadurch genug angehoben, dass eine Reduktion mit Boran möglich ist. Nun können die Hydridatome nucleophil am Carbonyl-Kohlenstoffatom angreifen und die Reduktion ermöglichen. Der CBS-Katalysator sorgt für eine eindeutige Fixierung des Übergangszustandes und das Hydridion wird bevorzugt aus der sterisch weniger anspruchsvollen Konformation angreifen.

Reaktionsmechanismus der CBS-Reduktion.